# Wassili Semjonowitsch Jemeljanow
Wassili Semjonowitsch Jemeljanow (russisch Василий Семёнович Емельянов; * 12. Februar 1901 in Chwalynsk; † 27. Juni 1988 in Moskau) war ein Leiter in der sowjetischen Stahl- und Atomindustrie.

## Leben
Sein Vater war Zimmermann. 1908 ging die Familie um Arbeit zu finden nach Baku, wo die Eltern mit fünf Kindern in einem Zimmer wohnten. In Baku arbeitete Jemeljanow im Sommer drei Monate als Zwölfjähriger auf den Erdölfeldern, im Winter gab er anderen Schülern für Geld Nachhilfestunden.
1918 kämpfte er gemeinsam mit seinem Vater und seinem jüngeren Bruder in der Roten Armee gegen die Weißen, die auf Baku vorrückten. Nach der Eroberung von Baku arbeitete er beim Telegrafenamt und leistete illegalen Widerstand. Als Parteisekretär nahm er am 28. April 1920 am bewaffneten Aufstand in Baku teil.
Nach dem Bürgerkrieg studierte er bis 1928 auf Parteibefehl an der Bergakademie in Moskau Metallurgie. Im Studentenheim schloss er mit Alexander Alexandrowitsch Fadejew und dem späteren Minister für Kriegsproduktion Iwan Tewossjan Freundschaft fürs ganze Leben.
Danach arbeitete er im Ruhrgebiet bei der Firma Krupp als Abnahmeingenieur für Lieferungen an die Sowjetunion. Die Machtergreifung der Nationalsozialisten beendete 1934 seine Tätigkeit. Danach leitete er das erste sowjetische Elektrostahlwerk in Tscheljabinsk.
1937 berief ihn Tewossjan zum Leiter für die Produktion von Panzerplatten im Volkskommissariat für die Verteidigungsindustrie. Er entwickelte den gegossenen Turm für den Panzer T-34.
1943 wurde er Stellvertreter des Vorsitzenden des Komitees für Standardisierung (Gosstandart) und war von 1943 bis 1946 Vorsitzender.
Ab 1957 war er Leiter der sowjetischen Atombehörde.
Er war Held der sozialistischen Arbeit, Träger des Leninordens, des Ordens der Oktoberrevolution, des Stalinpreises, Professor und seit 1953 Korrespondierendes Mitglied der Akademie der Wissenschaften der UdSSR. 1965 wurde er in die American Academy of Arts and Sciences gewählt.
Jemeljanow berichtet, dass er rund 50 Jahre, nachdem 1908 sein Großvater seinem Heimatdorf die erste Petroleumlampe brachte und das ganze Dorf diese bestaunte, an der Stelle des Dorfes eines der größten Kernkraftwerke der Welt errichten ließ.

## Publikationen
- Meine Zeit, meine Genossen und ich. Berlin 1976.